# Bob Schepers
Bob Schepers (Enschede, 30 marzo 1992) è un calciatore olandese, attaccante del Blauw-Wit.

## Carriera
Ha esordito con l'Utrecht in Eredivisie nella stagione 2012-2013.